# Épisodes d'Amicalement vôtre
 (signalé en août 2025).
Si vous disposez d'ouvrages ou d'articles de référence ou si vous connaissez des sites web de qualité traitant du thème abordé ici, merci de compléter l'article en donnant les références utiles à sa vérifiabilité et en les liant à la section « Notes et références ».
- Archive Wikiwix
- Bing
- Cairn
- DuckDuckGo
- E. Universalis
- Gallica
- Google
- G. Books
- G. News
- G. Scholar
- Persée
- Qwant
- (zh) Baidu
- (ru) Yandex
- (wd) trouver des œuvres sur Wikidata

Cet article présente la liste des épisodes de la série télévisée britannique Amicalement vôtre (The Persuaders!).
Certains DVD adoptent un ordre différent. La correspondance est la suivante :
01	-	02	-	03	-	04	-	05	-	06	-	07	-	08	-	09	-	10	-	11	-	12	-	13	-	14	-	15	-	16	-	17	-	18	-	19	-	20	-	21	-	22	-	23	-	24
01	-	10	-	17	-	23	-	05	-	02	-	09	-	03	-	07	-	11	-	04	-	22	-	19	-	15	-	24	-	08	-	06	-	13	-	16	-	12	-	20	-	18	-	21	-	14

## Épisodes

### Épisode 1:Premier contact
- Royaume-Uni : 17 septembre 1971 (ITV)
- France : 3 octobre 1972 (Deuxième chaîne de l'ORTF)

- Laurence Naismith (Juge Fulton)
- Imogen Hassall (Maria Lorenzo)
- Alex Scott (Coley)
- Michael Godfrey (Robert Dupond)
- Neal Arden (Inspecteur Flavel)
- John Acheson (Triver)

### Épisode 2:Les Pièces d'or
- Royaume-Uni : 24 septembre 1971 (ITV)
- France : 18 octobre 1972 (Deuxième chaîne de l'ORTF)

- Susan George (Michelle Devigne)
- Alfred Marks (Pullicino)

### Épisode 3:Sept millions de livres
- Royaume-Uni : 1er octobre 1971 (ITV)
- France : 6 décembre 1972 (Deuxième chaîne de l'ORTF)

- Sinead Cusack (Jenny Lindley)
- Christian Roberts (Mark Lindley)
- Sue Lloyd (Maggie)
- Victor Platt (Le fermier)
- Julie Crosthwait (Mandy)
- Laurence Naismith (Le juge Fulton)

### Épisode 4:Un rôle en or
- Royaume-Uni : 8 octobre 1971 (ITV)
- France : 25 octobre 1972 (Deuxième chaîne de l'ORTF)

- Rosemary Nicols (Melanie Sadler)
- Cy Grant (Richard Congoto)
- Clifton Jones (Docteur Kibu)
- Andrew Keir (Sir John Hassocks)
- Tom Adams (Piers Emerson)
- Carmen Munroe (Carmen Kongoto)
- Michael Martin (Jackson)
- George Woodbridge (Gregory Ward)
- Tommy Godfrey (Benny Ryan)
- Arthur Brough (Moorehead)
- Robert Cawdron (Leyland).

Brett joue le rôle d'un comédien qui va interpréter le rôle de... Lord Sinclair ! Tout cela pour démasquer des bandits qui ont envahi sa maison ancestrale. Daniel, bien sûr, est son maître d'hôtel. 

### Épisode 5:La Danseuse
- Royaume-Uni : 15 octobre 1971 (ITV)
- France : 8 novembre 1972 (Deuxième chaîne de l'ORTF)

- Annette Andre (Pekoo Rayne)
- Laurence Naismith (Juge Fulton)
- Terence Alexander (Matthew Crane)
- Melissa Stribling (Lisa Koestler)
- Leslie Crawford (Ravel)

### Épisode 6:Le Complot
- Royaume-Uni : 22 octobre 1971 (ITV)
- France : 22 novembre 1972 (Deuxième chaîne de l'ORTF)

- Ian Hendry (Lord John Croxley)
- Robert Flemyng (Sir George)
- Anna Palk (Marie)
- Patrick O'Connell (Ryder)
- David Rees (T.V. Interviewer)
- Basil Dignam (Premier Ministre)
- Duncan Lamont (Benton)
- Terence Sewards (Marsden)
- Campbell Singer (Porter)
- Geoffrey Toone (Le Général)
- Olga Lowe (Contractuelle).

### Épisode 7:Quelqu'un dans mon genre
- Royaume-Uni : 29 octobre 1971 (ITV)
- France : 2 juin 1973 (Deuxième chaîne de l'ORTF)

- Bernard Lee (Sam Milford)
- Tony Wright (David Alton)
- Reginald Marsh (Docteur Fowler)
- Anne de Vigier (Infirmière Crane)
- Joanne Dainton (Miss Lindsay)
- Jeremy Burnham (Scott Marskell)

### Épisode 8:Le Mot de passe
- Royaume-Uni : 5 novembre 1971 (ITV)
- France : 5 novembre 1977 (TF1)

- Cyd Hayman (Lyn)
- Dudley Foster (Heather)
- Ed Devereaux (Ryker)
- Richard Vernon (Sir Maxwell Dean)
- Tim Goodman (Webster)
- Patrick Jordan (Pelli)
- Patrick Connor (Contrôleur)
- Christopher Coll (Agent de police)
- Graham Weston (Agent de l'est)
- Peter Forbes-Robertson (Inspecteur Langford)
- Kit Taylor (Croupier).

### Épisode 9:Un drôle d'oiseau
- Royaume-Uni : 12 novembre 1971 (ITV)
- France : 29 octobre 1977 (TF1)

- Patrick Troughton (le Comte Marceau)
- Derren Nesbitt (Groski)
- Anna Gaël (Suzy)
- Kenneth J. Warren (Verner)
- Juliet Harmer (Prue)
- Frederick Jaeger (Luther)

### Épisode 10:Un ami d'enfance
- Royaume-Uni : 19 novembre 1971 (ITV)
- France : 5 mai 1973 (Deuxième chaîne de l'ORTF)

- Larry Storch (Angie)
- John Alderson (Kyle Sandor)
- Kirsten Lindholm (Marissa Nave)
- Lionel Murton (Ben)
- Rosa Alba (Madama La Gata)
- Anna Brett (Secrétaire)

- De courts flashbacks sont insérés dans l'épisode montrant l'enfance de Danny et sa camaraderie avec Angie.
- La scène finale est tournée au Mont Chauve, au-dessus de Nice.

### Épisode 11:Un enchaînement de circonstances
- Royaume-Uni : 26 novembre 1971 (ITV)
- France : 29 novembre 1972 (Deuxième chaîne de l'ORTF)

- Peter Vaughan (Franz Schubert)
- George Baker (Britten)
- John Glyn-Jones (Docteur Rogers)
- Morris Perry (Beecham Bennet)
- Neil Wilson (Agent De Police)
- Jeremy Child (Arlton)
- James Bree (Bill Wilton)
- Suzanna Leigh (Emily Major)

Cet épisode est une parodie de La Chaîne (The Defiant Ones) de Stanley Kramer dans lequel Tony Curtis et Sidney Poitier jouaient les rôles de deux prisonniers évadés enchaînés l'un à l'autre par des menottes.
Aux environs de la 38e minute, on ouvre une fausse valise et toute la collection de romans de James Bond 007 apparaît...

### Épisode 12:L'Un et l'autre
- Royaume-Uni : 3 décembre 1971 (ITV)
- France : 7 avril 1973 (Deuxième chaîne de l'ORTF)

- Geoffrey Keen (Thaddeus Krane)
- Suzan Farmer (Ann Summers)
- Allan Cuthbertson (Colonel Wright)
- Juliet Harmer (Prue)
- Terence Edmond (Cliff Turner)
- Neil Hallett (Prentice)
- Peter Gilmore (Mather)
- Derek Newark (Lloyd)
- John Stone (L'huissier)
- Patrick Newell (Le gros homme).

Pour faire tomber Thaddeus Krane, un jeune couple met sa vie en péril pour fournir à Brett et Daniel les preuves nécessaires. Brett est enlevé, Danny se fait passer pour un Lord britannique, avec un accent de Brooklyn, pour obtenir les preuves à sa place.
NB : La Rolls-Royce utilisée dans cet épisode existe toujours. Numéro de chassis SRH2971, il s'agit de la Rolls-Royce la plus filmée dans l'histoire (source imcdb)

### Épisode 13:Formule à vendre
- Royaume-Uni : 10 décembre 1971 (ITV)
- France : 14 avril 1973 (Deuxième chaîne de l'ORTF)

- Leo Genn (Sir Hugo Chalmers)
- Nicola Pagett (Carla Wilks)
- Noel Willman (Theopolos)
- Madeline Smith (Carla I)
- Anouska Hempel (Carla II)
- Brian Jackson (Jenson)
- Glynn Edwards (Boris)
- Peter Sallis (Piper)
- Valerie Leon (La fille de la pub)
- Deborah Moore (La petite fille).

### Épisode 14:Entre deux feux
- Royaume-Uni : 17 décembre 1971 (ITV)
- France : 15 novembre 1972 (Deuxième chaîne de l'ORTF)

- Terry-Thomas (Archibald "Archie" Sinclair-Beauchamps)

### Épisode 15:Un risque calculé
- Royaume-Uni : 24 décembre 1971 (ITV)
- France : 1er novembre 1972 (Deuxième chaîne de l'ORTF)

- June Ritchie (Charlie)
- Peter Bowles (Mitchell)
- William Marlowe (Carl)
- Shane Rimmer (Harvey Lomax)
- J.M. Bay (Anderson)
- Keren Kessey (Joan)
- Katherine Kessey (Jean)
- Victor Platt (Le fermier)
- Bob Sherman (Le Lieutenant)
- David Healy (Colonel Adler)
- Anthony Doonan (Grant)
- James Cosmo (Inspecteur Williams)
- Margaret Nolan (Sophie)
- Carol Cleveland (Fille à l'Aéroport)
- Michael Sloan (Opérateur Radio)
- George Fisher (Kramer).

### Épisode 16:Un petit coin tranquille
- Royaume-Uni : 31 décembre 1971 (ITV)
- France : 26 mai 1973 (Deuxième chaîne de l'ORTF)

- Hannah Gordon (Lucy Scott)
- John Ronane (Rupert Hathawachy)
- Leon Greene (Abel Gaunt)
- Michael Wynne (le policier)
- Talfryn Thomas (Le braconnier)
- Michael Sheard (Inspecteur Walden).

### Épisode 17:Minuit moins huit kilomètres
- Royaume-Uni : 7 janvier 1972 (ITV)
- France : 13 décembre 1972 (Deuxième chaîne de l'ORTF)

- Joan Collins (Sidonie)
- Ferdy Mayne (Comte Sangallo)

Danny et Brett rencontrent un gangster de New York qui est poursuivi après avoir tué un gangster italien.

### Épisode 18:L'Enlèvement de Lisa Zorakin
- Royaume-Uni : 14 janvier 1972 (ITV)
- France : 10 octobre 1972 (Deuxième chaîne de l'ORTF)

- Vivienne Ventura (Lisa Zorakin)
- George Murcell (Zorakin)
- Sarah Lawson (Mary)
- Ralph Bates (Michel)

### Épisode 19:Le Lendemain matin
- Royaume-Uni : 21 janvier 1972 (ITV)
- France : 12 mai 1973 (Deuxième chaîne de l'ORTF)

- Catherine Schell (Kristin)
- Tony Bonner (Jon)
- Yutte Stensgaard (Bibi)
- Bernard Horsfall (Christianson)
- Griffith Jones (Lars Seelman)
- Frank Gatliff (Andersson)
- Penny Sugg (Liv)
- Walter Horsbrugh (Le majordome)
- Marianne Stone (La femme de Chambre).

### Épisode 20:Des secrets plein la tête
- Royaume-Uni : 28 janvier 1972 (ITV)
- France : 3 décembre 1977 (TF1)

- Joss Ackland (Felix Meadowes)
- Nigel Green (Cavendish)
- George Merritt (Chivers)

### Épisode 21:Regrets éternels
- Royaume-Uni : 4 février 1972 (ITV)
- France : 21 avril 1973 (Deuxième chaîne de l'ORTF)

- Diane Cilento (Kate Sinclair)
- Denholm Elliott (Roland Sinclair)

### Épisode 22:L'Héritage Ozerov
- Royaume-Uni : 11 février 1972 (ITV)
- France : 28 avril 1973 (Deuxième chaîne de l'ORTF)

- Gladys Cooper (Grande-duchesse Anna Sergeievna Ozerov)
- Prunella Ransome (Princesse Alexandra)
- Gary Raymond (Sergei)
- Joseph Furst (Yelker)
- Georgina Simpson (Magda)
- Timothy Parkes (Walther)
- Denys Peek (Dante)
- Raymond Young (Inspecteur Mansour)
- Cyril Shaps (Professeur Ganguin)
- Anouska Hempel (Hôtesse)
- Arnold Ridley (Oncle Rodney)
- Yuri Borienko (Nicolai).

### Épisode 23:Le Coureur de dot
- Royaume-Uni : 18 février 1972 (ITV)
- France : 19 mai 1973 (Deuxième chaîne de l'ORTF)

- Jennie Linden (Shelley Masterton)
- Terence Morgan (Carl Foster)

### Épisode 24:Une rancune tenace
- Royaume-Uni : 25 février 1972 (ITV)
- France : 16 décembre 1972 (Deuxième chaîne de l'ORTF)

- Penelope Horner (Carrie Bowman)
- John Cairney (Jenkins Brothers)
- Donald Pickering (Lyndon)
- Lois Maxwell (Louise Cornell)
- Maxwell Shaw (Vine)
- Tim Barrett (John Radcliffe)
- Sam Kydd (Dwyer)
- David Neal (Jerry Sandford)
- Jenny Hanley (Magda)
- Sean Lynch (Yates)
- Helena Ross (Joe)
- Russ Henderson (Sam)